# Úhoř Pepík

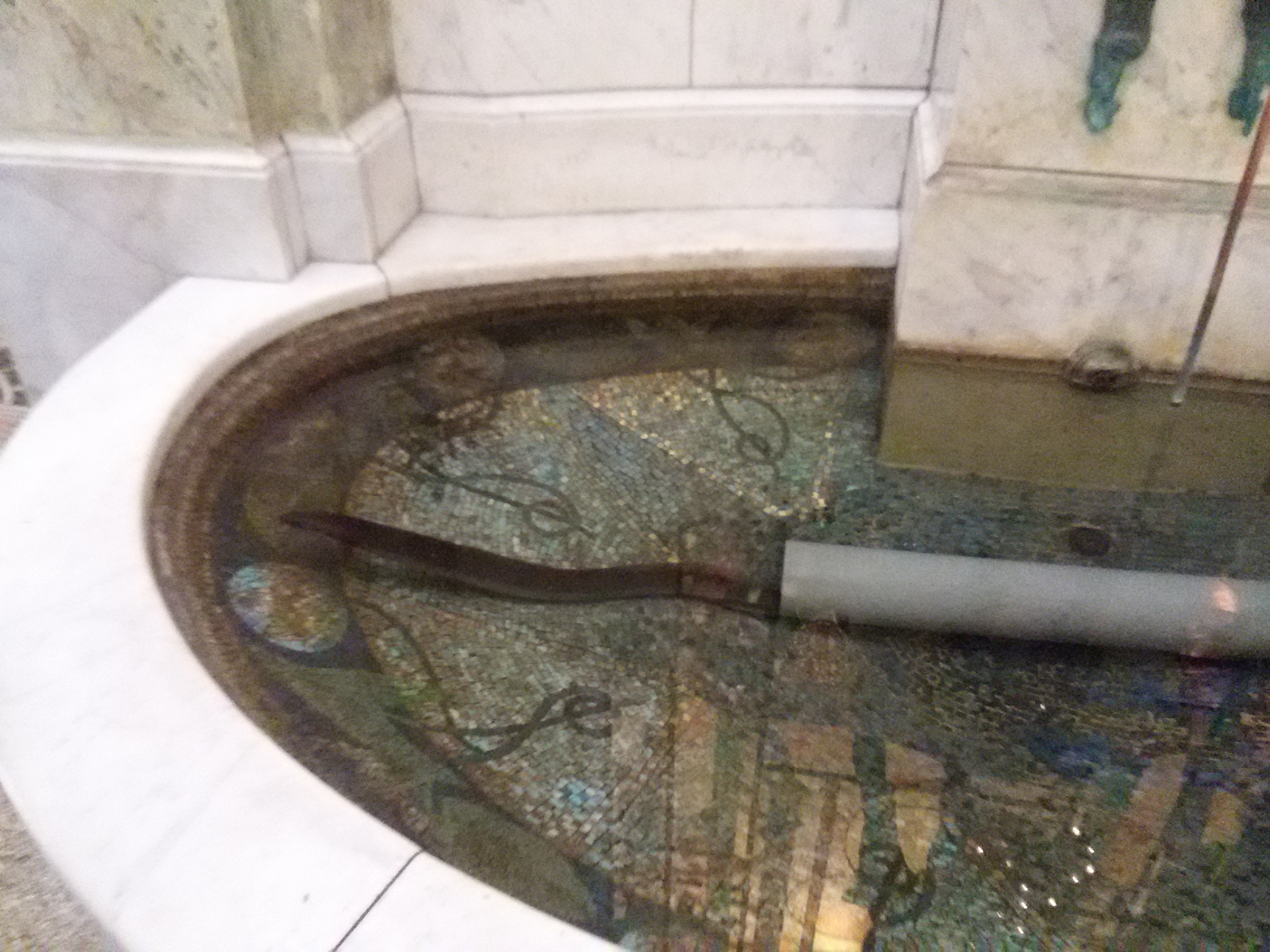
Úhoř Pepa, Praha, Spálená ulice (2015)

Úhoř Pepík, též úhoř Pepa je tradiční pojmenování úhořů, kteří postupně žijí v bazénku v budově České spořitelny (dříve První česká vzájemná pojišťovna) v pražské Spálené ulici.

## Úhoř Pepík I.
Podle novinové zprávy z ledna 1934 byl Pepa umístěn do bazénku pojišťovny před dvaceti lety, na počátku první světové války jako dvaceticentimetrové mládě. Tisková zpráva též uvedla, že se o něj starají manželé Oulíkovi, kteří ho krmí škrabanými hovězími játry a žížalami.
Podle jiného zdroje byl Pepa do bazénku vysazen jako čtyřletý v roce 1912 a žil zde 64 let, do roku 1976.

## Úhoři Pepík II. a Pepík III.
O obnovení tradice úhoře v kašně se uvažovalo od konce 80. let 20. století. V roce 1993 byl do bazénku nasazen druhý úhoř, který byl v době rekonstrukce budovy po roce 1995 přemístěn a v náhradním ubytování uhynul. Od 15. ledna 2004 je zde třetí úhoř (stav 2024).

## Úhoř Pepík v literatuře
- V povídce O úhoři ze sbírky Povídky nejen o psech vzpomínal autor Jan Werich na své dětství, kdy jeho otec byl úředníkem První české vzájemné pojišťovny a v budově ve Spálené ulici pracoval. Ve vzpomínkách asi desetiletého Jana (*1905) nemá úhoř jméno, nepřesně je uvedeno příjmení vrátného, který o úhoře pečoval, Aulík.[6]
- V Hovorech s Janem Werichem datoval Werich v rozhovoru s Miroslavem Horníčkem svou vzpomínku na úhoře Pepu chybně do období, kdy mu bylo asi pět let (tedy okolo roku 1910) a pečovatele nazval panem Oulíkem.[7]
- Karel Ptáčník v knize Dům uprostřed města, jejíž děj se odehrává v 70. letech 20. století v budově tehdejší pojišťovny ve Spálené ulici, věnuje na více místech pozornost i úhoři Pepovi; hrdina knihy Matouš s ním dokonce rozmlouvá.[8]